# Les Voisins (film, 1981)
Pour les articles homonymes, voir Les Voisins (homonymie).
Pour plus de détails, voir Fiche technique et Distribution.
Les Voisins (Neighbors) est une comédie satirique américaine réalisée par John G. Avildsen, sorti en 1981.
C'est le dernier film de l'acteur John Belushi. Il y interprète un bourgeois strict et « coincé » et y retrouve Dan Aykroyd pour une troisième et ultime fois.

## Synopsis
La vie paisible de la famille Keese est troublée par l'arrivée d'un couple atypique, l'envahissant Vic et la sulfureuse Ramona.

## Fiche technique
- Titre français : Les Voisins
- Titre original : Neighbors
- Réalisation : John G. Avildsen
- Scénario : Larry Gelbart
- Musique : Bill Conti
- Photographie : Gerald Hirschfeld
- Montage : Jane Kurson
- Distribution des rôles : Kathy Talbert
- Décors : Peter S. Larkin
- Costumes : John Boxer
- Production : David Brown et Richard D. Zanuck

Producteurs délégués : Bernie Brillstein et Irving Paul Lazar
- Société de production : Columbia Pictures
- Distribution : Columbia Pictures (Etats-Unis), Warner-Columbia Film (France)
- Pays de production :  États-Unis
- Genre : comédie satirique
- Format : Couleurs
- Durée : 94 minutes
- Dates de sortie :
  - États-Unis : 18 décembre 1981
  - France : 21 avril 1982

## Distribution
- John Belushi (VF : Philippe Dumat) : Earl Keese
- Dan Aykroyd (VF : Dominique Collignon-Maurin) : Vic
- Cathy Moriarty (VF : Hélène Vallier) : Ramona
- Kathryn Walker (VF : Jeanine Freson) : Enid Keese
- Lauren-Marie Taylor (VF : Martine Irzenski) : Elaine Keese
- Tim Kazurinsky (VF : René Bériard) : Pa Greavy
- Tino Insana : Perry Greavy
- Igors Gavon : Chic

## Production
Gene Wilder et Steve Martin sont d'abord évoqués pour les rôles principaux. John Belushi est ensuite choisi pour tenir le rôle de Vic et Dan Aykroyd pour celui d'Earl. Les deux amis décident d'intervertir leurs personnages peu de temps avant le début du tournage. Ils interprètent des personnages assez différents de ceux qu'il campent habituellement : John Belushi joue ainsi un homme plutôt calme et Dan Aykroyd incarne un homme plus excité. John Belushi voulait avec cela tenter de faire oublier son rôle marquant du film American College (1978).
Le tournage a lieu à New York, notamment à Staten Island. La relation est compliquée entre le réalisateur et John Belushi. Ce dernier appellera même à la rescousse son ami réalisateur John Landis pour qu'il reprenne en main le film. Cependant, John Landis est pris par Le Loup-garou de Londres (1981). John Belushi voudra même proposer le poste à Dan Aykroyd.
Après des projections test peu concluantes, le film est remonté avec de nouvelles scènes.

## Musique
La musique du film est initialement composée par Tom Scott, membre de The Blues Brothers, notamment aux côtés des acteurs John Belushi et Dan Aykroyd. Cependant, son travail est jugé trop sombre et dramatique et peu apprécié par le public lors de projections test. Il est remplacé par Bill Conti, collaborateur fréquent de John G. Avildsen.